# Herb Montrealu

Herb Montrealu

Herb Montrealu – symbol miasta począwszy od 1883 roku. Jego pierwotną wersję zaprojektował Jacques Viger, pierwszy burmistrz Montrealu. Obowiązujący obecnie wzór przyjęto 21 marca 1938, dostosowując herb do zasad obowiązujących w heraldyce. Do 1981, kiedy to opracowano logo Montrealu, herb był jedynym symbolem miasta. Obecnie Montreal ma także logo i flagę.
Symbolika obecnego herbu jest identyczna jak w pierwowzorze. Różnica polega na wprowadzeniu tarczy herbowej wzoru francuskiego.
Tarcza barwy szarej jest podzielona na cztery pola czerwonym krzyżem. W pierwszym polu znajduje się fleur-de-lis barwy błękitnej, w drugim – czerwona róża, w trzecim – różowy kwiat ostu, a w czwartym trójlistna koniczyna. Tarczę herbu otacza wieniec z liści klonu. Ponad tarczą znajduje się bóbr barwy naturalnej, a pod tarczą wstęga z dewizą "CONCORDIA SALUS".

## Symbolika
- Dewiza na wstędze pod tarczą oznacza w wolnym przekładzie "Zgoda buduje".
- Wieniec z klonowych liści nawiązuje do słodkiego syropu klonowego (przedstawiono liście gatunku klon cukrowy) i również symbolizuje zgodę pomiędzy pochodzącymi z różnych stron mieszkańcami miasta.
- Bóbr umieszczony ponad tarczą symbolizuje wkład budowniczych miasta w jego rozwój.
- Krzyż w herbie nawiązuje do chrześcijaństwa.
- Elementy roślinne w czterech polach tarczy herbowej symbolizują cztery narody, z których wywodzą się współcześni Montrealczycy:
  - Fleur-de-lis, czyli heraldyczna lilia, to symbol Burbonów, symbolizuje mieszkańców pochodzenia francuskiego;
  - Czerwona róża to róża Lancasterów, symbolizuje mieszkańców pochodzenia angielskiego;
  - Oset symbolizuje mieszkańców o szkockich korzeniach;
  - Trójlistna koniczyna to shamrock, symbol i zarazem zarejestrowany znak towarowy Irlandii, w herbie nawiązuje on do Montrealczyków pochodzenia irlandzkiego.